# Рату Камалат Шах Зинатуддин
Ра́ту Камала́т Шах Зинатудди́н (индон. Paduka Seri Baginda Sultana Zainatuddin Kamalat Syah binti al-Marhum Raja Umar; 1641-1700 г.) — 17-я правительница султаната Ачех на севере острова Суматра из династии Мевкута Алам. Она правила с 1688 по 1699 год, будучи четвертой и последней правящей правительницей (султаной) подряд.

## Происхождение
Происходила из побочной ветви династии Мевкута Алама. Есть противоречивые версии о её происхождении. Согласно рукописи в Национальном университете Малайзии, она была дочерью Шейха Мухаммада Фадлила Сиаха Тенгку ди Кедириана, правнука султана Шри Алама. Согласно другой версии была дочерью Раджи Умара, сына султана Муды Мухаммада и названной сестрой Инаят Закиатудин Сиах. Зайнатуддин вышла замуж за Саида Ибрагима, который позже сменил её на посту султана Ачеха с титулом султан Бадрул Алам.

## Биография
Рату Камалат Шах Зинатуддин стала правительницей султаната Ачех в октябре 1688 году после того как умерла старая султана Инаят Закиатуддин Шях.
4 члена меджлиса, оранг-кая (вельможи султаната) поддержали этот выбор так как некоторые хотели короля, а не женщину-правителя. Четыре оранг-кая со значительными силами выступили против столицы двинулись на столицу Ачеху, однако потерпели поражение от армии панглоимы-саги (правителя областей саги). После этого оппозиция успокоилась и признала султану законной наследницей трона.
Во время правления Рату Камалат Шах Зинатуддин усилилось значение меджлиса оранг-каи, без поддержки которого султана не могла принять важного решения. Вместе с тем удалось обуздать местных вождей, укрепить государства изнутри. Она принимала при своём дворе делегации Английской и Французской Ост-Индских компаний.
В 1699 году была издана фетва мекканского шарифиа Саада ибн Зайди, в которой говорилось, что господство женщины противоречит нормам ислама и женщина не может управлять государством. После этого Рату Камалат Шах Зинатуддин передала власть в Ачехе приглашенному на трон арабскому аристократу сеиду Ибрагиму Джамалуддину. По некоторым сведениям для правового перехода власти султана вышла за него замуж. Впрочем, по другим данным еще раньше она вышла замуж за главу своей гвардии.
Умерла Рату Камалат Шах Зинатуддин в 1700 году.